# 珠黎皐夕
珠黎 皐夕（しゅれい こうゆ、7月6日 - ）は、日本のイラストレーター・漫画家。
1995年、コバルトイラスト大賞で大賞を受賞しイラストレーターとしてデビュー。コバルト文庫などのライトノベルの挿絵等を担当している。
1997年には「ALICHINO 〜アリキーノ〜」にて漫画家としてデビュー。漫画作品では珠黎 こうゆ名義。
独特の世界観と線の細い美しい絵が特徴。

## 作品リスト

### 挿絵
- 竜の眠る海 シリーズ（金蓮花、コバルト文庫）
  - 竜の眠る海
  - 剣の末裔
  - 黄昏の伶人
  - 虚飾の檻
  - 精霊の女王
  - 夏至祭
  - 誓言
  - 落花流水
- 砂漠の花 シリーズ（金蓮花、コバルト文庫）
  - 砂漠の花
  - 青海流砂
  - 夢幻泡影
  - 流砂放浪
  - 砂塵乱舞
- 薔薇の剣 シリーズ（ゆうきりん、コバルト文庫）
  - 薔薇の剣
  - 薔薇は復讐の印
  - 薔薇の結婚
  - 血に染まる薔薇
  - 薔薇の帰還
  - 薔薇王の時代
  - 偽りの薔薇は咲く
  - 不滅の薔薇
- 仙姫午睡 シリーズ（桂木祥、講談社X文庫ホワイトハート）
  - 仙姫午睡
  - 人魚の黒珠
  - 冥海の霊剣
- スイートドラゴン（嶋田純子、アクアノベルズ）
- 月と薔薇のノクターン（嶋田純子、もえぎ文庫）

ほか多数

### 漫画
- ALICHINO 〜アリキーノ〜（既刊3巻）

### その他
- 艶麗之書（複製原画集）
- 長い夜の贈りもの―ホラーアンソロジー（著：西条公威、月枝見海、嶋田純子、東司麻里、イラスト：珠黎皐夕）